# Nume roman
Numele romane au fost folosite la început numai în Roma antică. Cele mai multe dintre ele au fost de origine latină, greacă sau etruscă. În timpul Imperiului, numele romane s-au răspândit în întreaga Europă. 
Onomastica romană se bazează pe mai multe surse: studiul pietrelor funerare, al epigrafiei și surselor literare.
Vechile legende ale Romei arată că romanii aveau un singur nume: Romulus, Remus, Faustulus, iar în inscripțiile din ultima perioadă a Republicii, cei care nu aparțineau aristocrației aveau, în mod obișnuit, numai două nume (ex: Gaius Marius, Gnaeus Pompeius, Numa Pompilius), al doilea reprezintă  numele tatălui sau al șefului casei. Pentru a indica relația, s-a adăugat apoi litera F sau terminația „uxor”.
În timpul Republicii aristocrații romani au avut trei nume (tria nomina - nume trinominal): un prenume (praenomen), un nume de familie (numele ginții – nomen gentilicum) și o poreclă (cognomen). 
- Praenomen: reprezintă un nume personal, individualizat, folosit în principal în cadrul aceleași ginți; se cunosc mai puțin de 100 de praenomina; clasele superioare se foloseau de 18 praenomina:

A. = Aulus;   
Ap(p). = Appius;
C. = Gaius;
Cn. = Gnaeus;
K = Kaeso;
D. = Decimus;
L. = Lucius;
Mam = Mamercus;
M. = Marcus;
M’. = Manius;
N. = - Numerius;
P. = Publius;
Q. = Quintus;
Ser. = - Servius;
Sex. = Sextus;
Sp. = Spurius;
T. = Titus;
Ti. = Tiberius;
- Nomen (nomen gentilicum): de obicei se termină în -us/ius și este gentilic (al gintei, sau clanului, comun tuturor membrilor aceleiași ginți) 
  - de vechi familii din Republică:  Aemilius, Antonius, Caecilius, Calpurnius, Cornelius, Domitius, Fabius, Iunius, Licinius, Pompeius, Sulpicius, Valerius.
  - de familii imperiale: Aelius, Aurelius, Claudius, Flavius, Iulius, Ulpius

- Cognomen: folosit pentru a marca o particularitate fizică sau morală (ex: Marcus Tullius Cicero): Cicero – năutul (de la un neg sau o aluniță), Brutus – prostul, Cato – șiretul, Caecus – orbul, Rufus – roșcovanul, Nasica – nas lung, etc;  folosirea poreclei se răspândește începând din timpul lui Silla.

Un fiu adoptat prelua toate cele trei nume ale tatălui său adoptiv și păstra numele propriului său clan prin adăugarea sufixului -anus) la numele propriu. (ex: Gaius Julius Caesar Octavianus).

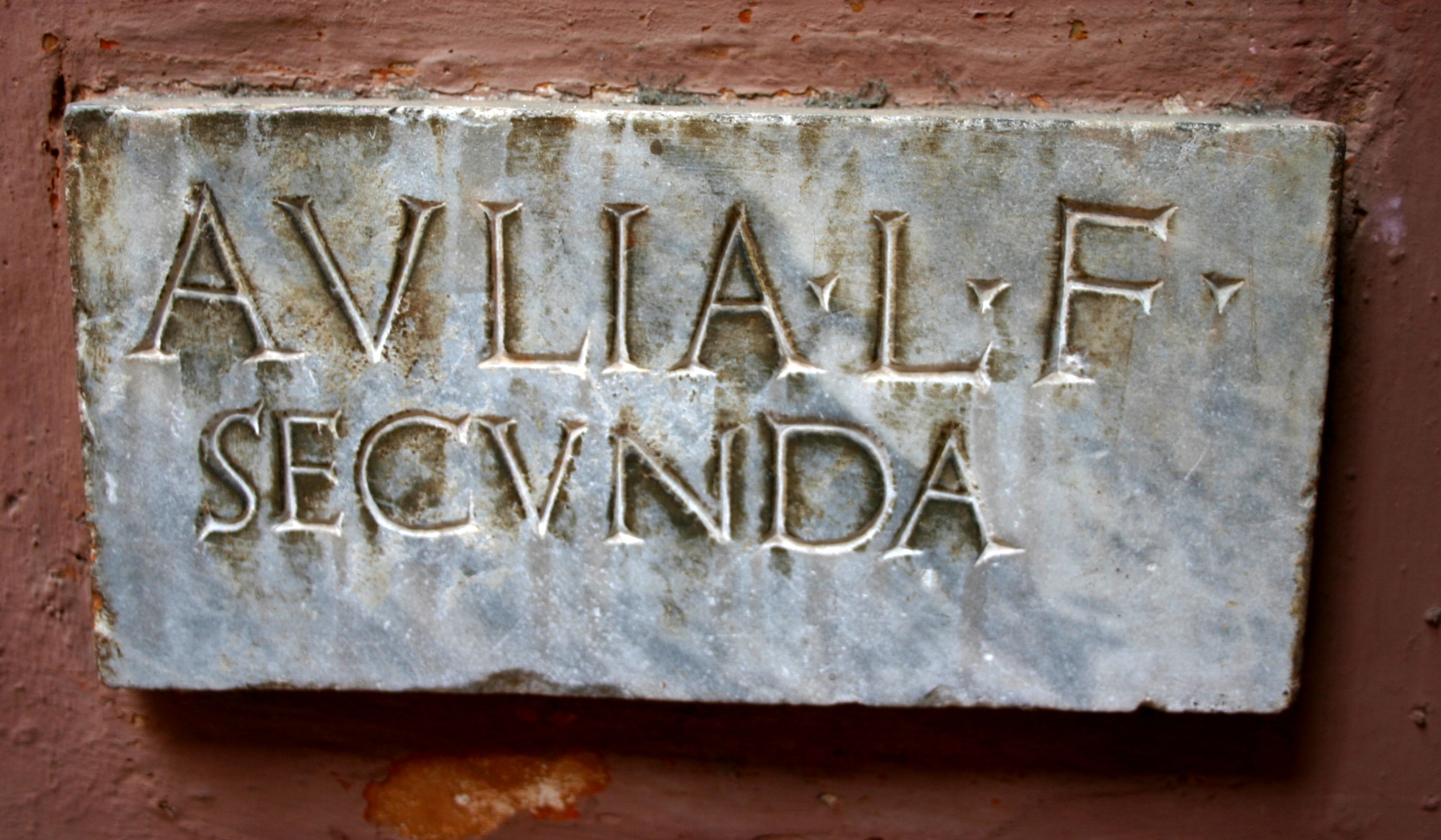
Avlia L.F. Secunda, Aulia Secunda, fiica lui Lucius

Femeile romane au purtat numele clanului în care s-au născut cu forma feminină (femeile care au avut părinții ale căror nume era Julius au fost numite Julia, iar cele care au avut părinții ale căror nume a fost Cornelius, s-au numit Cornelia). În public, femeile erau identificate prin formula posesivă a numelui de familie al tatălui lor (Julia Caesaris „Julia, fiica lui Cezar”), sau dacă s-a căsătorit, de forma posesivă a numelui de familie al soțului (Clodia Metelli, „Clodia, soția lui Metellus”). În cazul în care familiile au avut mai mult de o fiică, acestea au fost distinse prin cuvintele maior sau minore („mai în vârstă” sau „mai tânără”), sau prima, secunda, tertia (prima, a doua, a treia etc). Ex: Antonia Maior, Antonia Minor (cele două fiice ale lui Antonius), Livia Tertia (a treia fiică a lui Livius).